# Горлиця двоморфна
Го́рлиця двоморфна (Macropygia mackinlayi) — вид голубоподібних птахів родини голубових (Columbidae). Мешкає на островах Меланезії. Вид названий на честь шотландського натураліста Арчибальда Мак-Кінлі.

## Опис
Довжина птаха становить 27—31 см, вага 66—104 г. Забарвлення існує в двох морфах: сірувато-коричневій і рудувато-коричневій, друга є більш поширеною. Кінчик пер на грудях роздвоєні, що створює плямистий візерунок.

## Підвиди
Виділяють два підвиди:
- M. m. arossi Tristram, 1879 — острови Адміралтейства, острови святого Маттія[en], Нова Британія, острів Каркар, Соломонові острови;
- M. m. mackinlayi Ramsay, EP, 1878 — острови Санта-Крус і острови Банкс[en].

## Поширення і екологія
Двоморфні горлиці мешкають на островах Папуа Нової Гвінеї, Соломонових Островів і Вануату. Вони живуть у тропічних лісах. Зустрічаються на висоті від 200 до 800 м над рівнем моря.